# Tectoy
Tectoy是巴西本国的游戏机及相关电子产品制造商。

## 历史
Tectoy成立于1987年，1989年获得世嘉的授权，在巴西制造及销售兼容Master System的产品。1990年将Mega Drive推进巴西市场，Game Gear则在1992年发行，1996年他们又开始生产Sega Saturn，2000年时生产Dreamcast。
世嘉在与索尼、微软的主机竞争失败退出主机制作市场后，Tectoy也有将老旧机型改进并设计为内置游戏或者将新游戏移植。典型代表有Master System Evolution。其全新主机Zeebo更有即时免费连上3G网络及付费下载游戏功能。
除继续生产老主机的改进型号外Tectoy也有转型制造卡拉OK机、DVD机，以及代理网络游戏仙境传说和手机游戏等。Tec Toy与其他公司合作研发的游戏机Zeebo在2009年在巴西上市。

## 市场地位
Tectoy的支持使得世嘉在巴西市场的占有率大大高于1993年才有官方代理的任天堂。据2009年资料统计，Tectoy占据了巴西的80%游戏主机市场(未包括盗版游戏)。
Tectoy将不少游戏翻译为巴西葡萄牙语，又为世嘉主机开发巴西地区的专属游戏，甚至将一些新机型的游戏移植到老旧的世嘉主机上。